# Lewis Charlton
Lewis Charlton, auch Lewis Cherleton (* vor 1336; † 23. Mai 1369) war ein Bischof der englischen Diözese Hereford.

## Herkunft
Lewis Charlton war ein jüngerer Sohn von John Charlton, 1. Baron Charlton und von dessen Frau Hawise de la Pole. Sein Vater war vom niederen Landadligen zum Marcher Lord aufgestiegen, dazu war bereits sein Onkel Thomas Charlton von 1327 bis 1344 Bischof von Hereford gewesen und hatte hohe Ämter bekleidet. Lewis hatte noch mehrere Brüder, John, der ihren Vater beerbte, sowie Humphrey, William und Griffin, die Geistliche und Gelehrte wurden.

## Jugend und Studium
Lewis wuchs in Wrockwardine in Shropshire auf, bevor er 1336 nach Hereford zog, wo er eine Kanonikerstelle an der Kathedrale erhalten hatte. Sein Onkel Thomas Charlton, der zu dieser Zeit Bischof von Hereford war, weihte ihn am 21. September 1341 zum Subdiakon. Dessen Nachfolger John Trillek bestätigte ihn am 2. Januar 1348 als Priester, zu dieser Zeit studierte Charlton vielleicht noch in Oxford. Im selben Jahr schloss er sein Studium als Master of Arts ab, blieb jedoch anschließend als Lehrer in Oxford an der Universität, bis er 1361 zum Bischof gewählt wurde. In Oxford lebte er zusammen mit seinen Brüdern, die ebenfalls in Oxford lehrten, in einem Haus an der High Street, das später Charlton's Inn genannt wurde. Lewis galt als geachteter Theologe, dazu lehrte er wohl in den 1350er Jahren dem späteren Lordkanzler William of Wykeham Mathematik.

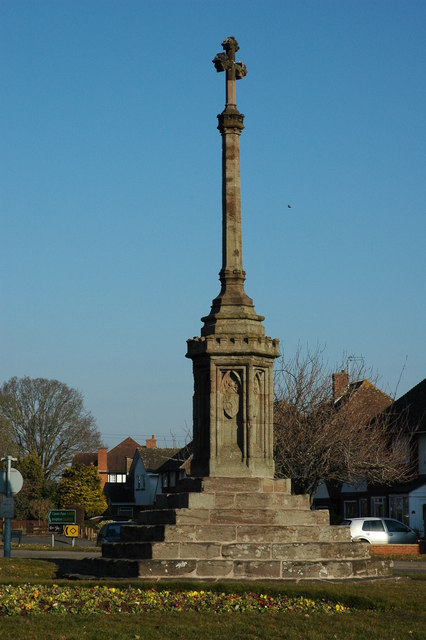
Das von Charlton errichtete White Cross in Hereford erinnert an die Pestepidemien

## Bischof von Hereford
Noch während seiner Zeit in Oxford war Charlton Inhaber von sieben Pfründen, von denen mehrere im Bistum Hereford lagen, dazu war er Rektor in Welshpool, wo seine Familie das Kirchenpatronat besaß. Als Bischof Trillek von Hereford 1360 starb, war das Kathedralkapitel unentschieden, ob es Charlton oder John Barnet, den Archidiakon von London zu seinem Nachfolger wählen sollte. Charlton reiste nach Avignon und wandte sich persönlich an Papst Innozenz VI., der ihn am 10. September 1361 zum Bischof ernannte und am 2. Oktober weihte. Die Aufgaben, die der hochgebildete Charlton als Bischof übernehmen mussten, waren nicht einfach. Das Gebiet der Diözese hatte sich vom Schwarzen Tod von 1348 und 1349 kaum erholt, als es 1361 erneut von der Epidemie getroffen wurde. Charlton erwies sich bei der Bewältigung der Folgen als tatkräftiger Verwalter. Er verlegte den Markt von der engen Innenstadt von Hereford an den westlichen Stadtrand, wo später das White Cross zur Erinnerung an die Pestepidemien errichtet wurde. Entvölkerte Pfarrgemeinden legte er zusammen, und bei Visitationen weihte er neue Priester, um die an der Pest verstorbenen rasch zu ersetzen. Von seinen Pfarrern erwartete er, dass sie an ihrem Amtssitz wohnten. Er selbst ging mit guten Vorbild voran und verließ seine Diözese nur selten, vor allem, um an den Parlamentssitzungen teilzunehmen. 
Im Frühjahr 1369 erkrankte Charlton. Nach seinem Tod im Mai wurde er in der Kathedrale von Hereford beigesetzt, wo Teile seines Grabdenkmals noch erhalten sind. Er vermachte der Kathedralbibliothek mehrere seiner Bücher, die er zum Schutz vor Diebstahl an den Bücherschränken anketten ließ.  